# Aspergillus niger
Aspergillus niger és una espècie de fong ascomicot de l'ordre dels eurotials (Eurotiales). És una de les floridures més comunes del gènere Aspergillus. En determinades fruites i verdures (com per exemple el raïm, la ceba o el cacauet) hi causa una floridura de color negre i és un contaminant dels aliments. Es troba per tot arreu en els sòls i també a l'interior de les cases on es pot confondre amb les colònies, també de color negre, de Stachybotrys.
Diverses soques d'A. niger produeixen probablement una forta micotoxina anomenada ocratoxina A, encara que alguns autors afirmen que dita toxina només es detecta en un 3-10% de les soques analitzades.

## Taxonomia
A. niger s'inclou en el subgènere Circumdati, secció Nigri. La secció Nigri inclou 15 espècies amb espores negres que poden ser confoses amb A. niger, incloent-hi A. tubingensis, A. foetidus, A. carbonarius, i A. awamori. Un gran nombre d'espècies morfològicament similars han estat descrites recentment per Samson et al.

## Patogenicitat

### Malalties de plantes
A. niger causa la floridura negra de la ceba, el raïm i el cacauet. La infecció provoca danys quan la planta és al camp o en la post-collita i emmagatzemament.

### Malalties humanes i animals
A. niger és menys probable que causi danys en humans que altres espècies d'Aspergillus, però si s'inhalen gran quantitat d'espores pot provocar micosis serioses en els pulmons (aspergil·losi). L'aspergil·losi és més freqüent en treballadors del camp i horticultors que inhalin pols de torba, on hi ha molt A. niger. A. niger és una de les causes principals de la infecció fúngica de l'orella (otomicosi) que causa dolor, una pèrdua temporal de capacitat auditiva i, en casos greus, danys en el canal auditiu i la membrana timpànica.
Com altres membres del gènere Aspergillus, A. niger pot provocar infeccions micòtiques en aus salvatges i domèstiques, remugants, gossos, cavalls o mamífers marins. També és un dels fongs que afecten les larves i els adults d'Apis mellifera.

## Usos industrials
A. niger es cultiva per a la producció industrial de vàries substàncies. Diverses soques d'A. niger es fan servir en la producció industrial d'àcid cítric (E330) i àcid glucònic (E574) i l'ús diari dels productes obtinguts és considerat segur per l'OMS i altres organitzacions de referència en el control alimentari com la FDA.
És un dels microorganismes més emprats per hidrolitzar els midons. Molts enzims útils es fan a través de la fermentació industrial d'A. niger. Per exemple, la glucoamilasa utilitzada per fer xarops alts en fructosa o la pectinasa, que es fa servir per clarificar la sidra i el vi. També s'usa aquest fong en biotecnologia per produir variants de macromolècules biològiques marcadores en les anàlisis fetes amb espectroscòpia de ressonància magnètica nuclear.

## Altres usos
El 2006 va sortir la notícia que l'enzim, fet a través d'A. niger, actibind presentava característiques antiangiogèniques i anticarcinogèniques (contra el càncer).
L'activitat d'algunes substàncies secretades pel fong pot tenir potencials aplicacions fitotècniques, com ara la millora de la qualitat dels tomàquets.
A. niger és el principal agent en la fermentació del te tipus Pu-erh, elaborat a Yunnan.

## Genètica
El genoma de dues soques diferents d'A. niger ha estat completament seqüenciat.